# Hop Farm Festival
Hop Farm Music Festival je každoroční hudební festival, který se koná v The Hop Farm Country Park v Paddock Wood v Kentu v Anglii. Byl založen Johnem Vincentem Powerem.
První Hop Farm Festival se konal v roce 2008 s kapacitou 30 000 návštěvníků. Od jeho založení až do roku 2012 byl na festival bezplatný vstup. V květnu 2013 bylo oznámeno, že je šestý ročník zrušen, a do následujících let byla jen malá naděje na jeho obnovení. V lednu 2014 Power naznačil, že by se festival mohl v roce 2014 proběhnout, tentokrát na jiném místě, v Tunbridge Wells. 4. července 2014 se bude v Hop Farm konat vlastní nesouvisející třídenní hudební festival nazvaný Hop Farm Music Festival 2014.